# Jessica Bowman
Jessica Robyn Bowman, född 26 november 1980 i Walnut Creek i Kalifornien i USA, är en amerikansk skådespelare som bland annat medverkat i Doktor Quinn och Baywatch.
Bowman tog över rollen som Colleen Cooper i Doktor Quinn  efter Erika Flores.

## Filmografi (urval)
- 1995–1998 – Doktor Quinn (TV-serie)
- 1997 - Baywatch, avsnitt Rendezvous (gästroll i TV-serie)
- 2001 – Roadkill